# Passion selon saint Luc (Penderecki)

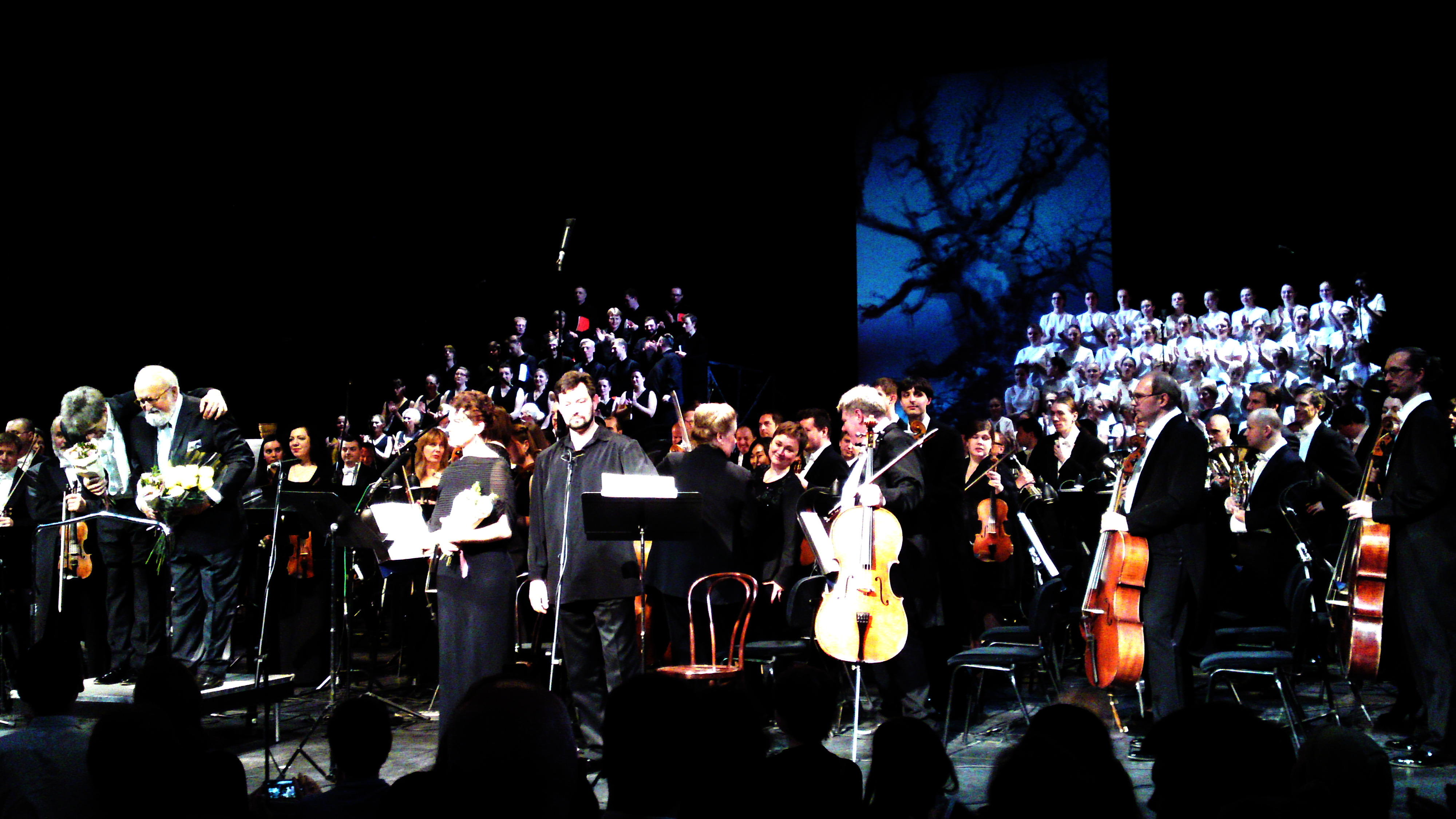
Passion selon saint Luc. Nouvel Opéra de Moscou (2016).

La Passion selon saint Luc (le titre entier est Passio et mors Domini Nostri Jesu Christi secundum Lucam, soit Passion et mort de Notre Seigneur Jésus-Christ selon saint Luc) est une œuvre pour chœur et orchestre écrite en 1966 par le compositeur polonais Krzysztof Penderecki. L'œuvre (une des nombreuses Passions de l'histoire de la musique, parmi lesquelles les deux passions de Jean-Sébastien Bach) contient des textes de l'Évangile selon saint Luc et aussi d'autres sources comme le Stabat Mater. Bien que la Passion de Penderecki soit presque entièrement atonale et qu'elle utilise des techniques musicales d'avant-garde, le public a apprécié le fort pouvoir de l'œuvre dont l'impact émotionnel est immédiat. L'œuvre a été donnée plusieurs fois depuis la première le 30 mars 1966.
Penderecki dit de son œuvre : « Je ne tiens pas à la façon dont la critique qualifiera la Passion, si elle est traditionnelle ou avant-gardiste. Pour moi, elle est tout simplement authentique. Et cela me suffit ».

## Contenu musical
La Passion est entièrement atonale à l'exception de deux triades majeures qui apparaissent une fois à la fin du Stabat Mater, a cappella, et une fois à la toute fin de l'œuvre avec le chœur entier, l'orchestre et l'orgue. La Passion emploie très fréquemment des clusters, souvent joués fortissimo par les cuivres ou l'orgue. Occasionnellement on y trouve des formes sérielles dodécaphoniques et la séquence de notes du motif BACH. De nombreuses techniques non employées traditionnellement sont utilisées pour le chœur dont les cris, le parler, le ricanement et le sifflement.
La durée totale est d'environ 75 minutes.

## Distribution
- Un récitant (l'Évangéliste)
- Une soliste soprano (divers rôles)
- Un soliste baryton (le Christ),
- Un soliste basse (divers rôles),
- Trois chœurs mixtes,
- Un chœur d'enfants,
- Un orgue,
- Un grand orchestre, sans hautbois ni clarinette mais avec des saxophones et une grande section de percussions.

## Texte
Le texte est entièrement en latin. La source principale est l'Évangile selon Saint Luc mais des hymnes, des psaumes et des lamentations sont également utilisés.
La Passion est organisée en deux parties et vingt-sept sections, treize dans la première partie et quatorze dans la seconde. Leurs titres sont les suivants.

### Première partie
1. O Crux Ave (« Ô Sainte Croix », de l'hymne Vexilla Regis prodeunt), chœur et orchestre
2. Et egressus (« et il sortit » Jardin de Gethsémani), récitant et orchestre
3. Deus Meus (« Mon Dieu », prière du Christ à Gethsémani, tirée du Psaume 21), baryton, chœur et orchestre
4. Domine, quis habitat (« Seigneur qui demeurera… » tiré des Psaumes 14, 4 et 15), soprano et orchestre
5. Adhuc eo loquente (« et maintenant alors qu'il parle », La trahison de Judas), récitant, baryton, chœur et orchestre
6. Ierusalem (« Jerusalem » tiré des Lamentations de Jérémie), chœur et orchestre
7. Ut quid, Domine (« Pourquoi, Seigneur », du Psaume 9), chœur a cappella
8. Comprehendentes autem eum (« Puis ils le prirent », Le reniement du Christ par Pierre), récitant, soprano, bass, chœur et orchestre
9. Iudica me, Deus (« Juge moi, Ô Seigneur», du Psaume 42), basse et orchestre
10. Et viri, qui tenebant illum (« et les hommes qui tinrent Jesus… » raillant le Christ), récitant, baryton, chœur et orchestre
11. Ierusalem (texte identique à celui de la section 6)
12. Miserere mei, Deus (« Soit miséricordieux envers moi, O Dieu », du Psaume 55), chœur a cappella
13. Et surgens omnis (« et la foule surgit… », le procès du Christ devant Pilate et la sentence de mort), récitant, baryton, bass, chœur et orchestre

### Seconde partie
1. Et in pulverum (« et dans la poussière » du Psaume 21), chœur et orchestre
2. Et baiulans sibi crucem (« et portant sa croix » le chemin du calvaire), récitant et orchestre
3. Popule meus (« Mon peuple», tiré de Improperia), chœur et orchestre
4. Ibi crucifixerunt eum (« Ici ils l'ont crucifié » la crucifixion du Christ), récitant et orchestre
5. Crux fidelis (« Ô croix fidèle », du Pange lingua), soprano, chœur et orchestre
6. Iesus autem dicebat (« Alors Jesus dit», la miséricorde du Christ), récitant, baryton et orchestre
7. In pulverem mortis (« Dans la poussière de la mort », du Psaume 21), chœur a cappella
8. Et stabat populus (« le peuple se tenait debout »), récitant, chœur et orchestre
9. Unus autem (« et un d'entre eux… » the good et bad thieves), récitant, baryton, bass, chœur et orchestre
10. Stabant autem iuxta crucem (« Maintenant ils se tenaient près de la croix » Jesus s'adresse à sa mère et à Jean, de l'Évangile selon Saint Jean), récitant, baryton et orchestre
11. Stabat Mater (« La mère se tenait debout… », du Stabat Mater), chœur a cappella
12. Erat autem fere hora sexta (« et c'était vers la sixième heure », la mort du Christ relatée par Luc et Jean), récitant, baryton, chœur et orchestre
13. Alla breve, orchestre seul
14. In pulverem mortis… In te, Domine, speravi (« Dans la poussière de la mort… En Toi, Seigneur, j'ai placé ma confiance » du ps. XXX), soprano, baryton, basse, chœur et orchestre

## Discographie
L’enregistrement dirigé par le compositeur lui-même fait autorité, mais celui réalisé par Antoni Wit est d'une qualité tout aussi élevée. Marc Soustrot de son côté a réalisé un enregistrement extrêmement rapide, quoique libre de tout pathos.

## Distinctions
- Grand Prix d'Art du Land de Rhénanie-du-Nord-Westphalie (NordRhein-Westfalen) 1966
- Prix Italia 1967

## Source
- (en) Cet article est partiellement ou en totalité issu de l’article de Wikipédia en anglais intitulé « St. Luke Passion (Penderecki) » (voir la liste des auteurs).